# Ilean Hume
Ilean Hume (Toronto, 26 febbraio 1896 – Studio City, 20 novembre 1978) è stata un'attrice canadese che lavorò all'epoca del cinema muto.

## Biografia
Nata nel 1896 nell'Ontario, a Toronto, Ilean Hume debuttò sullo schermo appena quindicenne in The Blood of the Poor, un film della Champion Film Company che girò nel dicembre 1911. Passò quindi a lavorare per la Eclair American.
Nella sua carriera, che sarebbe durata fino all'inizio degli anni venti, prese parte a venticinque film. Nel 1936 fece un'ultima apparizione sullo schermo in Annie del Klondike, un western sui generis di Raoul Walsh che aveva come protagonista Mae West.

## Filmografia
- The Blood of the Poor, regia di Ulysses Davis (1912)
- The Passing Parade - cortometraggio (1912)
- Caprices of Fortune, regia di Étienne Arnaud - cortometraggio (1912)
- The Vengeance of the Fakir, regia di Henry J. Vernot - cortometraggio (1912)

- Ashes of Inspiration, regia di J. Farrell MacDonald (1915)

- The Kiss of Hate, regia di William Nigh (1916)
- Where Love Leads, regia di Frank C. Griffin (1916)

- Annie del Klondike (Klondike Annie), regia di Raoul Walsh (1936)